# Carrantuohill
Carrantuohill o Carrantuohil (nom anglès; en gaèlic irlandès: Corrán Tuathail) és la muntanya més alta d'Irlanda (1.039 metres), i se situa al comtat de Kerry, a la República d'Irlanda, al centre de la cadena dels Macgillicuddy's Reeks, de la qual forma part. Al costat del Carrantuohill, hi ha altres dues muntanyes que superen els 1.000 metres, altitud considerable al territori irlandès, el Caher i el Beenkeragh, de 1.001 m 1.010 m d'altitud, respectivament. Només dues muntanyes més d'aquestes superen els mil metres a la resta d'Irlanda, i són el Brandon a la península de Dingle i el Galtee Mor al comtat de Tipperary.
L'escalada a la muntanya més alta d'Irlanda és una activitat bastant freqüent entre turistes i apassionats: la zona preferida és la part meridional de l'Hags Glen, per l'escarpada escalinata pedregosa anomenada Devil s Ladder ('escalinata del diable'). Del Carrantuohill també parteix el camí (practicable a cavall) que recorre els altres dos cims que superen els mil metres. En el cim se situa una gran creu de metall, d'uns 5 metres.
La muntanya té diversos noms: l'oficial és Carrantuohill, però també es reconeixen i accepten els noms Carrauntoohil i Carrauntuohill, a més, és clar, del nom gaèlic original Corrán Tuathail, del qual deriven els noms anglesos.